# Лучиньяно
Лучиньяно (італ. Lucignano) — муніципалітет в Італії, у регіоні Тоскана,  провінція Ареццо.
Лучиньяно розташоване на відстані близько 165 км на північ від Рима, 75 км на південний схід від Флоренції, 25 км на південний захід від Ареццо.

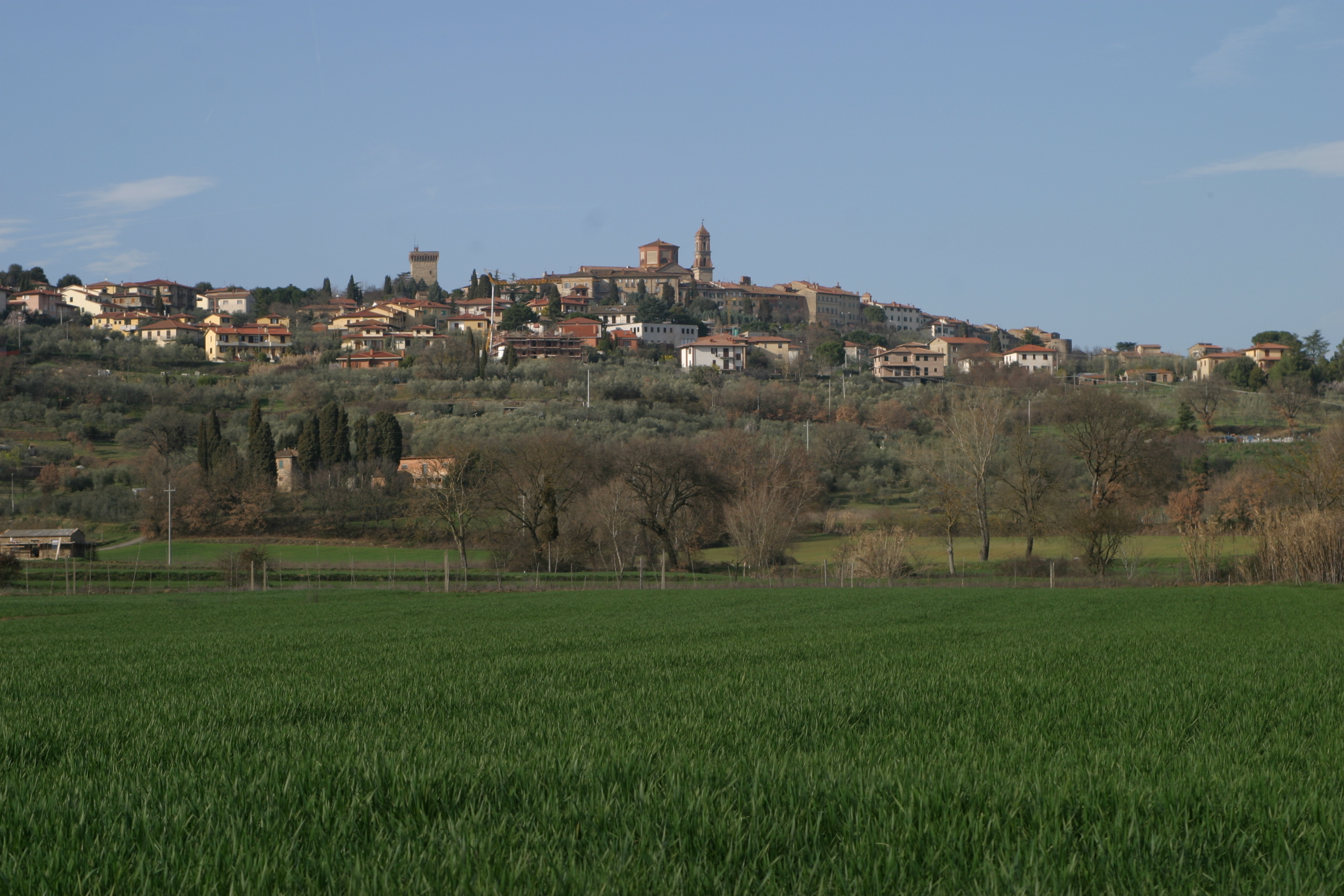

Населення — 3650 осіб (2014).

## Демографія
Населення за роками:

Станом на 1 січня 2023 року в муніципалітеті офіційно проживало 195 іноземців з 43 країн, серед них 85 громадян країн Євросоюзу та 7 громадян України.

## Сусідні муніципалітети
- Фояно-делла-К'яна
- Марчіано-делла-К'яна
- Монте-Сан-Савіно
- Раполано-Терме
- Сіналунга